# Larissa Strogoff
Larissa Strogoff (* 1974 in Nordrhein-Westfalen) ist eine deutsche Chanson- und Volksmusiksängerin.

## Leben
Strogoff ist deutsch-russisch-polnisch-ungarischer Abstammung. Sie wurde 1974 als zweites von drei Kindern in Nordrhein-Westfalen geboren. Zunächst machte sie in Düsseldorf eine Ausbildung zur Goldschmiedin und später ihr Examen als staatlich anerkannte Ergotherapeutin.
Mit der russischen Folklore und Gypsy-Musik begann Larissa Strogoff schon als Kind. 1990 trat sie in der ARD-Show "Lass Dich überraschen" mit Rudi Carrell auf. Ihre Tante hatte zuvor ohne ihr Wissen eine Kassette an die Redaktion geschickt. Sie interpretierte das Lied Zigeunerjunge von Alexandra. Es folgten gleich mehrere Angebote, die sich jedoch wegen der sehr großen stimmlichen Ähnlichkeit mit der Sängerin Alexandra wieder zerschlugen. Sie ging stattdessen auf Konzertreisen mit ihrem Balalaika-Ensemble "Samowar".
2003 wurde sie von dem Musikproduzenten Michael Bensen entdeckt. Larissa begann eigene deutschsprachigen Lieder zu schreiben und ihren eigenen Stil zu entwickeln. Ihre erste Single verhalf ihr zum Durchbruch, und es folgten TV-Auftritte beim "Musikantendampfer", "Musikantenstadl", in "Kein Schöner Land", "Blau-weiß klingt´s am Schönsten", in "Achim´s Hitparade", im WDR-Fernsehen "Schöne Bescherung" und der "Großen NDR-Schlagernacht 90,3".
Zwischen 2003 und 2014 wurden 20 Singles und vier CD-Alben mit überwiegend eigenen deutschsprachigen Songs sowie ein Album mit traditioneller russischer Gypsy-Music veröffentlicht.
Zwischendurch zog sich Larissa Strogoff immer wieder aus familiären Gründen in ihr Privatleben zurück. Ab 2010 widmete sie sich intensiv mit ihrem Gypsy-Ensemble "Latcho" der traditionellen russischen Roma-Musik.

## Diskografie

### Singles
| Jahr | Titel                                                      | Komponist / Textdichter             |
| ---- | ---------------------------------------------------------- | ----------------------------------- |
| 2003 | Wo rote Rosen blüh´n                                       | Larissa Strogoff / Larissa Strogoff |
| 2004 | Die Liebe ist ein Zauberland                               | Larissa Strogoff / Larissa Strogoff |
| 2004 | Zauber einer Winternacht                                   | Larissa Strogoff / Larissa Strogoff |
| 2005 | Das Lied, das nur die Sehnsucht kennt                      | Larissa Strogoff / Larissa Strogoff |
| 2005 | Kinderträume                                               | Larissa Strogoff / Larissa Strogoff |
| 2006 | Warum                                                      | Larissa Strogoff / Larissa Strogoff |
| 2006 | Väterchen Frost                                            | Larissa Strogoff / Larissa Strogoff |
| 2007 | Weißt Du wo die Blumen blüh´n                              | Larissa Strogoff / Larissa Strogoff |
| 2007 | Dornröschen                                                | Larissa Strogoff / Kai Henkel       |
| 2008 | Das Mädchen mit seiner Gitarre                             | Larissa Strogoff / Larissa Strogoff |
| 2009 | Tanz auf dem Vulkan                                        | Gerd Lorenz / Larissa Strogoff      |
| 2009 | Halt mich (offizielle dt. Version v. "A New day has come") | Aldo Nova/Stephan Moccio            |
| 2010 | Schmetterlinge                                             | Larissa Strogoff / Larissa Strogoff |
| 2010 | Von Köln bis Istanbul                                      | Larissa Strogoff / Larissa Strogoff |
| 2010 | Am Ende der Eiszeit                                        | Larissa Strogoff / Larissa Strogoff |
| 2011 | Sommerwind                                                 | Larissa Strogoff / Larissa Strogoff |
| 2011 | Der Adler                                                  | Larissa Strogoff / Larissa Strogoff |
| 2012 | Schneeflocken                                              | Michael Gutzeit / Larissa Strogoff  |
| 2013 | Ein schöner Tag                                            | Michael Gutzeit / Larissa Strogoff  |
| 2014 | Ein ganz besonderes Team                                   | Larissa Strogoff / Larissa Strogoff |

### CD-Alben
| Jahr | Album                          | Firma                    |
| ---- | ------------------------------ | ------------------------ |
| 2005 | Von Liebe & Sehnsucht          | Premiummusik / Bellaphon |
| 2007 | Gefühlvoll                     | Premiummusik / Bellaphon |
| 2010 | Am Ende der Eiszeit            | Premiummusik / Bellaphon |
| 2012 | Latcho - Russian Gypsy Music   | Premiummusik / Bellaphon |
| 2012 | Das Beste von Larissa Strogoff | Edel Music               |

### TV-Auftritte
| Jahr | Sender     | Sendung                                   | Moderator / Gastgeber |
| ---- | ---------- | ----------------------------------------- | --------------------- |
| 1990 | ARD        | Lass Dich überraschen                     | Rudi Carrell          |
| 2004 | ARD        | Musikanten-Dampfer                        | Maxi Arland           |
| 2005 | ARD/ORF/SF | Musikantenstadl                           | Karl Moik             |
| 2005 | SWR/HR     | Kein Schöner Land "Rund um den Tegernsee" | Günter Wewel          |
| 2005 | BR         | Weiß-blau klingt´s am Schönsten           |                       |
| 2005 | NDR        | Beispiel Die große NDR-Schlagernacht 90,3 | Carlo von Tiedemann   |
| 2005 | MDR        | Achim´s Hitparade                         | Achim Mentzel         |
| 2008 | WDR        | Schöne Bescherung                         |                       |